# Jardín Botánico de la Universidad de Duisburgo-Essen
El Jardín Botánico de la Universidad de Duisburgo-Essen (en alemán : Botanischer Garten der Universität Duisburg-Essen) es un jardín botánico e invernadero de unos 4 100 m² en la Universidad de Duisburgo-Essen, en Essen, Alemania. 
El código de identificación del Botanischer Garten der Universität Duisburg-Essen como miembro del "Botanic Gardens Conservation Internacional" (BGCI), así como las siglas de su herbario es ESS.

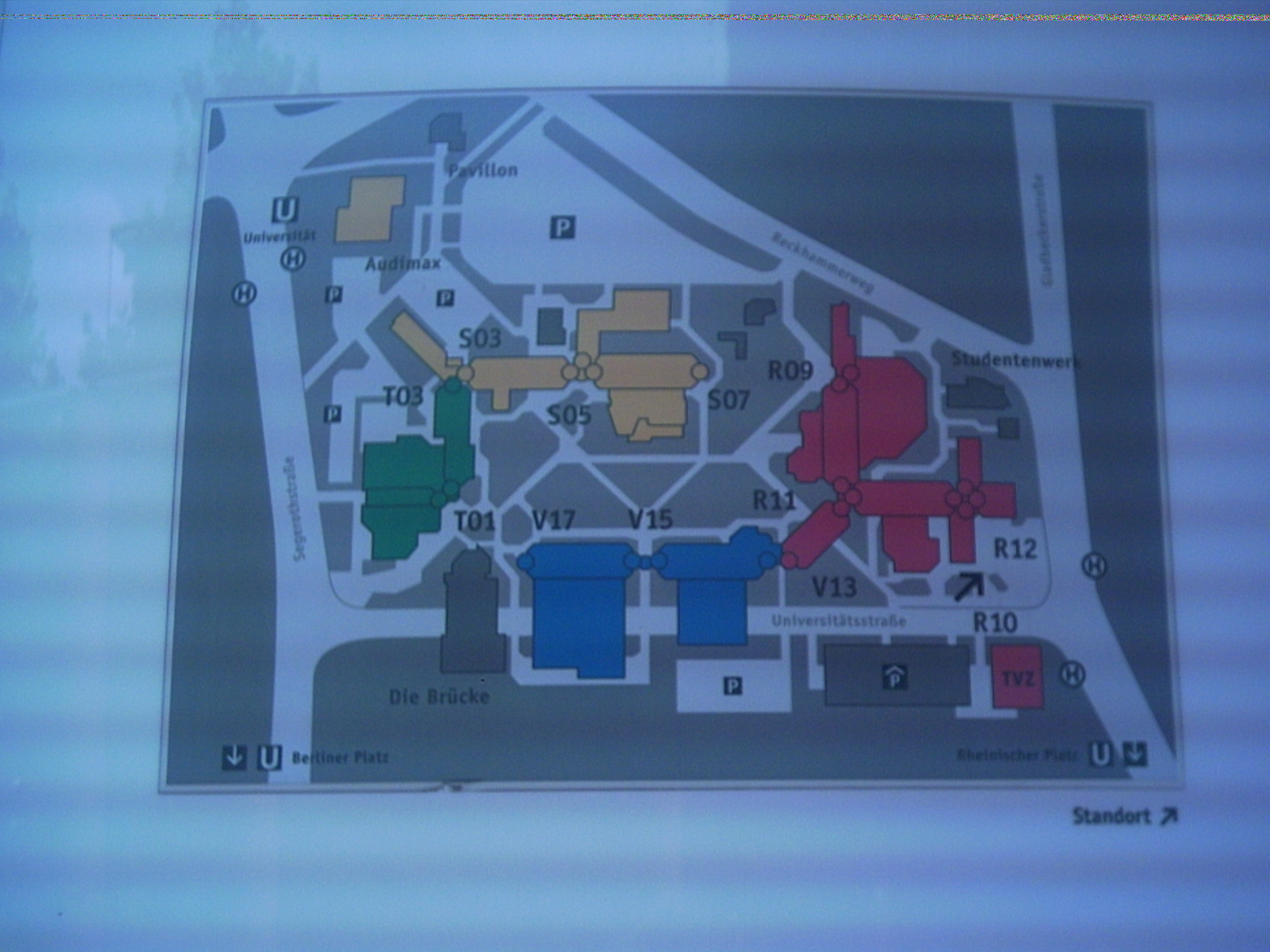
Plano del campus de la universidad en Essen.

## Localización
Se ubica en el campus de la universidad "Universität-Gesamthochschule Essen" en Rüttenscheid un barrio de Essen.
Universität GH Essen
FB 9, Botanisches Institut und Botanischer Garten, Henri-Dunant-Str. 65, D-45131 Essen, Nordrhein-Westfalen, Deutschland-Alemania.
Planos y vistas satelitales.51°25′41″N 6°58′53″E / 51.42806, 6.98139
Este jardín botánico está dedicado al estudio y la investigación de la universidad y se encuentra cerrado al público en general.

## Historia
El jardín botánico tiene sus inicios en la década de 1980 gracias a la iniciativa del Dr. Guido Benno Feige, que desde los años de 1980 al 2005 fue el titular de la cátedra de Botánica /Fisiología Vegetal en la universidad de Duisburgo-Essen. 
A él se debe también el énfasis puesto en la colección de plantas del Mediterráneo. Al mismo tiempo con la dimisión de Feiges fue discutida la venta del área del jardín botánico y de su traslado a otra área. El sucesor de Feige es el profesor Dr. Martin Heil. 

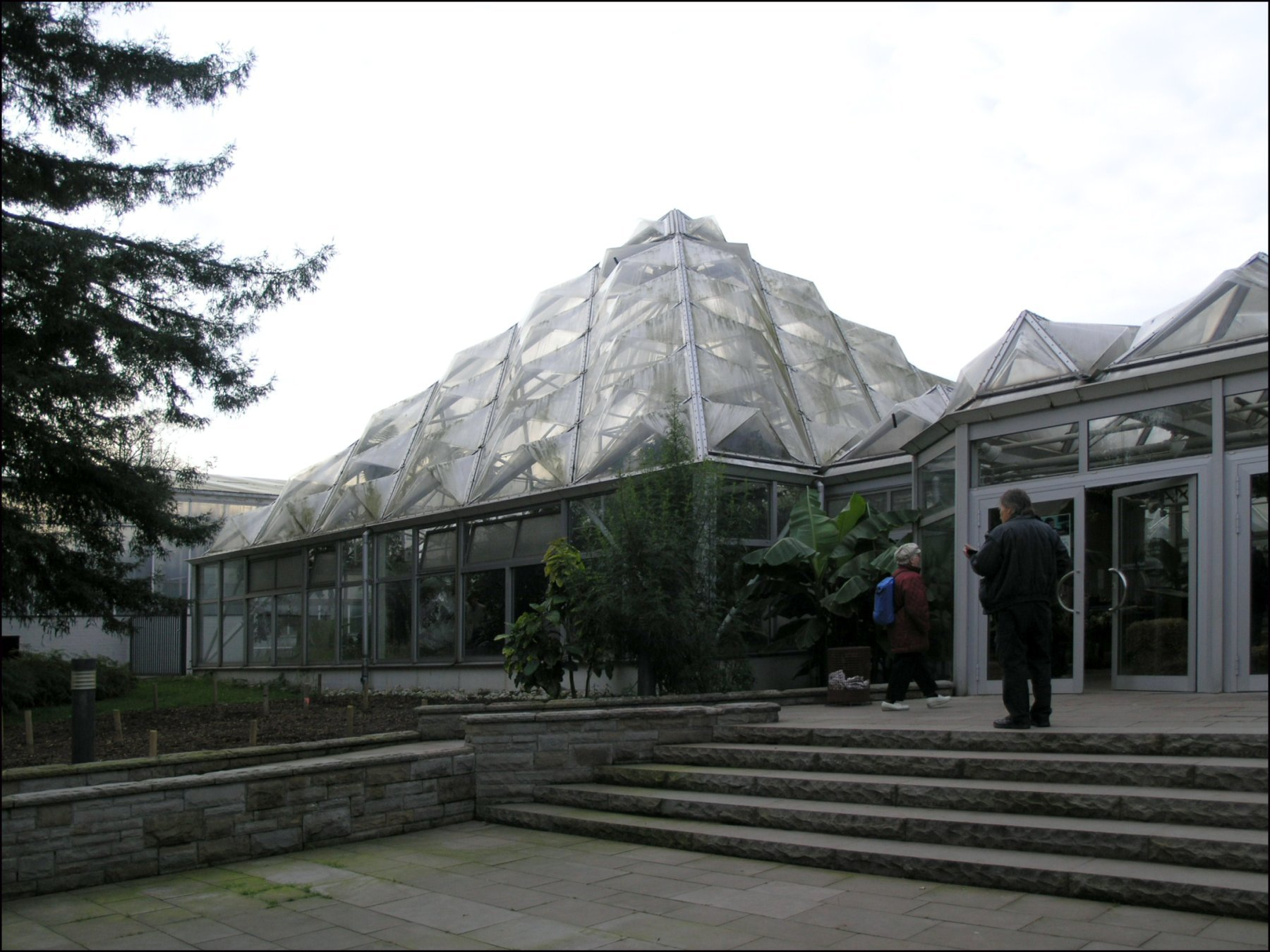
Invernaderos en el Grugapark.

En julio del 2009 fue anunciado que el jardín botánico de la universidad de Duisburgo-Essen será trasladado al Grugapark de la ciudad de Essen. 
Sin embargo no se planea una integración, pues ambos jardines se mantendrán de manera independiente, en el futuro sin embargo cooperarán el uno con el otro. Con este fin serán creados grandes edificios, que deben ser adjudicados en el 2010 a una empresa.

## Colecciones
El jardín botánico de la universidad en la actualidad no tiene carácter público (no es visitable por el público en general), sino que sirve con prioridad el cultivo de plantas como material de estudio y de experimentación para los especialistas en Botánica de la universidad. 

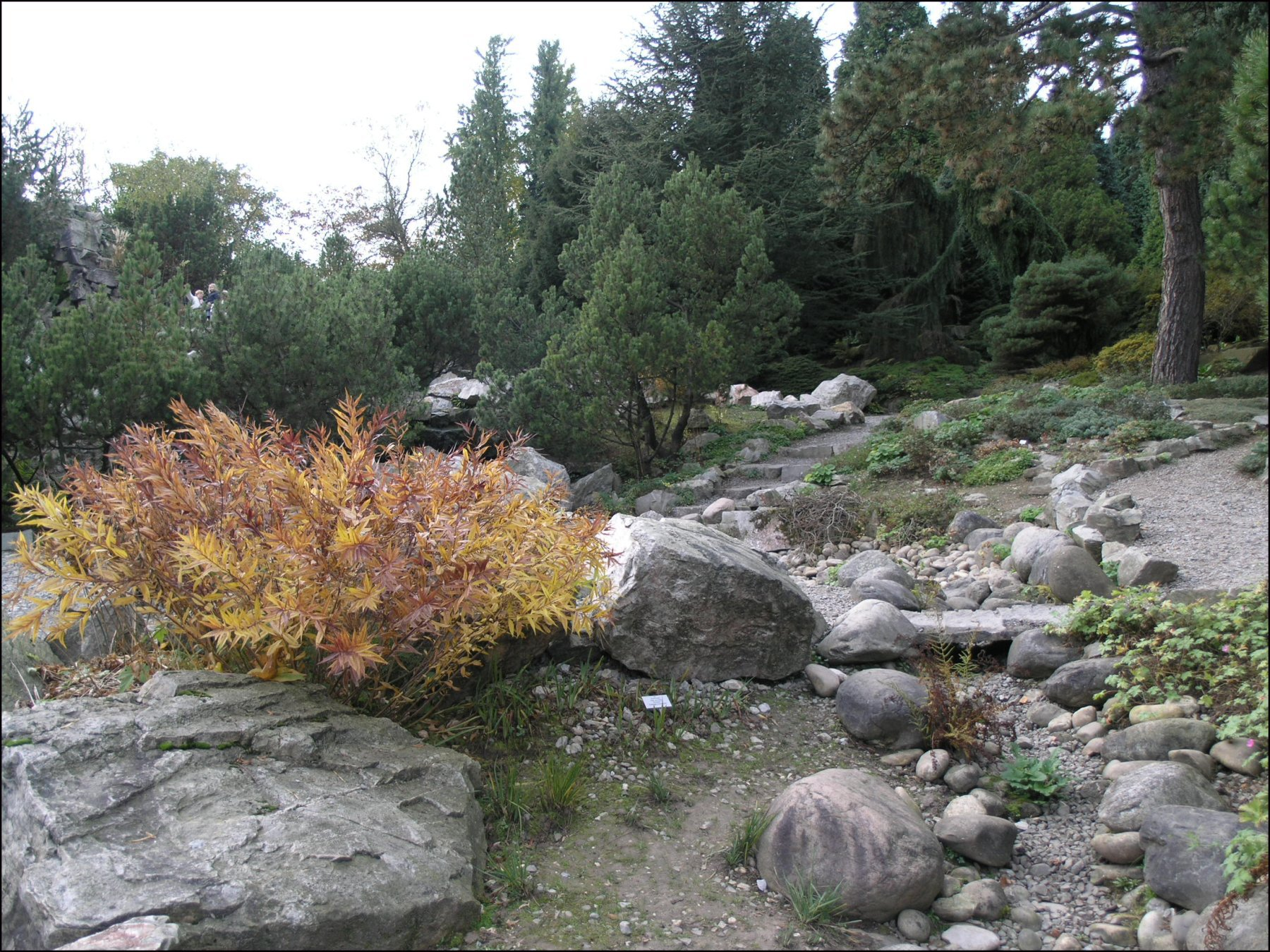
Rocalla en el Grugapark.

Con aproximadamente unas 3.500 especies en 1.100 m² de invernaderos y 3.000 m² de cultivos al aire libre. 
Son dignas de mencionar las colecciones de,
- Invernadero de la casa mediterránea con 250 especies
- Colección de Euphorbias de 300 especies
- Haworthia y Aloe con 65 especies.
- Colección de Carnívoras, que con sus 170 especies, es una de las colecciones más grandes de su clase en Alemania.
- Además de Aeonium, Conophyllum (40 especies), Rhipsalis, y plantas raras procedentes de Socotra.